# Kreis Münsterberg
| Kreis Münsterberg            | Kreis Münsterberg                                 |
| ---------------------------- | ------------------------------------------------- |
| Preußische Provinz           | Schlesien (1816–1919) Niederschlesien (1919–1932) |
| Regierungsbezirk             | Breslau                                           |
| Kreisstadt                   | Münsterberg                                       |
| Fläche                       | 344 km² (1910)                                    |
| Einwohner                    | 32.452 (1925)                                     |
| Bevölkerungsdichte           | 94 Einwohner/km² (1925)                           |
|                              |                                                   |
| Der Kreis Münsterberg (1905) |                                                   |

Der Kreis Münsterberg war ein preußischer Landkreis in Schlesien, der von 1742 bis 1932 bestand. Seine Kreisstadt war die Stadt Münsterberg. Das frühere Kreisgebiet liegt heute in der Woiwodschaft Niederschlesien in Polen.

## Verwaltungsgeschichte
König Friedrich II. führte nach der Eroberung des größten Teils von Schlesien durch die Kabinettsorder vom 25. November 1741 dort preußische Verwaltungsstrukturen ein. Dazu gehörte die Einrichtung zweier Kriegs- und Domänenkammern in Breslau und Glogau sowie deren Gliederung in Kreise und die Einsetzung von Landräten zum 1. Januar 1742. Die Kreisverfassung bedeutete in Niederschlesien im Unterschied zu Oberschlesien nur terminologisch eine Neuerung, nicht aber in der Sache.
Im Fürstentum Münsterberg, einem der schlesischen Teilfürstentümer, wurden aus den alten schlesischen Weichbildern Frankenstein und Münsterberg die preußischen Kreise Frankenstein und Münsterberg gebildet. Als erster Landrat des Kreises Münsterberg wurde Ernst Wilhelm von Eckwricht-Seyffersdorf eingesetzt. Der Kreis Münsterberg unterstand der Kriegs- und Domänenkammer Breslau, bis er im Zuge der Stein-Hardenbergischen Reformen 1815 dem Regierungsbezirk Reichenbach der Provinz Schlesien zugeordnet wurde.
Im Zuge einer Grenzbereinigung mit dem Regierungsbezirk Oppeln wechselten bis 1818 die Dörfer Bruckstein, Gallendorf, Herbsdorf, Hertwigswalde, Liebenau, Neuhaus, Nieder und Ober Pomsdorf sowie Wehrdorf aus dem Kreis Grottkau in den Kreis Münsterberg. Nach der Auflösung des Regierungsbezirks Reichenbach wurde der Kreis Münsterberg am 1. Mai 1820 dem Regierungsbezirk Breslau zugeteilt.
Im Freistaat Preußen verblieb bei der Teilung der Provinz Schlesien zum 8. November 1919 der Kreis Münsterberg beim Regierungsbezirk Breslau der neuen Provinz Niederschlesien. Am 29. Mai 1926 trat die Landgemeinde Kattersdorf vom Kreis Münsterberg zum Kreis Neisse in der Provinz Oberschlesien. Zum 30. September 1928 gingen auch im Kreis Münsterberg alle Gutsbezirke in den benachbarten Landgemeinden auf.
Zum 1. Oktober 1932 wurde der Kreis Münsterberg aufgelöst. Die Gemeinden Algersdorf, Berzdorf, Deutsch Neudorf, Dobrischau, Haltauf, Kunern, Korschwitz, Kraßwitz, Kummelwitz, Münchhof, Neobschütz, Neu Karlsdorf, Pleßguth, Schildberg, Schönjohnsdorf und Waldneudorf wurden in den Kreis Strehlen eingegliedert, während der größte Teil des Kreises mit allen übrigen Gemeinden zum Kreis Frankenstein kam.

## Einwohnerentwicklung
| Jahr | Einwohner | Quelle |
| ---- | --------- | ------ |
| 1795 | 20.029    | [ 10 ] |
| 1819 | 23.594    | [ 11 ] |
| 1846 | 32.665    | [ 12 ] |
| 1871 | 33.434    | [ 13 ] |
| 1885 | 33.154    | [ 14 ] |
| 1900 | 31.865    | [ 15 ] |
| 1910 | 32.036    | [ 15 ] |
| 1925 | 32.452    | [ 16 ] |

## Landräte
- 1742–176700Ernst Wilhelm von Eckwricht-Seyffersdorf[3]
- 1767–177900George Friedrich von Wentzky und Petersheyde[3]
- 1780–180300Ernst Christian Gottlieb von Gaffron und Oberstradam[3]
- 1804–184800Ernst Friedrich von Wentzky und Petersheyde[3]
- 1848–186500Eduard Schwenzner
- 18650000000von Stillfried (kommissarisch)
- 1865–187100Theodor von Gaffron-Kunern
- 1871–189600Hugo von Sametzi
- 1896–190000Paul von Chappuis
- 1900–193100Carl Kirchner
- 1931–193200Paul Pietsch

## Gemeinden
Der Kreis Münsterberg umfasste zuletzt eine Stadt und 58 Landgemeinden:
| - Algersdorf - Alt Heinrichau - Bärdorf - Bärwalde - Belmsdorf - Bernsdorf - Berzdorf - Brucksteine - Deutsch Neudorf - Dobrischau - Eichau b. Münsterberg - Frömsdorf - Glambach - Gollendorf - Groß Nossen | - Haltauf - Heinrichau - Heinzendorf - Herbsdorf - Hertwigswalde - Korschwitz - Kraßwitz - Krelkau - Kummelwitz - Kunern - Leipe - Liebenau - Moschwitz - Münchhof - Münsterberg i. Schles., Stadt | - Neobschütz - Neu Altmannsdorf - Neu Karlsdorf - Neuhaus - Neuhof - Nieder Kunzendorf - Nieder Pomsdorf - Ober Johnsdorf - Ober Kunzendorf - Ober Pomsdorf - Olbersdorf - Petershagen - Pleßguth - Rätsch - Reindörfel | - Reumen - Schildberg - Schlause - Schönjohnsdorf - Tarchwitz - Taschenberg - Tepliwoda - Waldneudorf - Weigelsdorf - Wenig Nossen - Wiesenthal - Willwitz - Zesselwitz - Zinkwitz |

Die Gemeinde Sakrau wurde am 1. Januar 1929 nach Schönjohnsdorf eingemeindet. Waldneudorf hieß bis 1921 Polnisch Neudorf und Petershagen hieß bis 1922 Polnisch Peterwitz.